# Verbandsgemeinde Sprendlingen-Gensingen
Die Verbandsgemeinde Sprendlingen-Gensingen ist eine Gebietskörperschaft im Landkreis Mainz-Bingen in Rheinland-Pfalz. Der Verbandsgemeinde gehören zehn eigenständige Ortsgemeinden an, der Verwaltungssitz ist in der Ortsgemeinde Sprendlingen. Gensingen ist nach Fläche und Einwohnerzahl die zweitgrößte Ortsgemeinde der VG.

## Verbandsangehörige Gemeinden
| Ortsgemeinde                            | Fläche (km²) | Einwohner |
| --------------------------------------- | ------------ | --------- |
| Aspisheim                               | 5,81         | 888       |
| Badenheim                               | 4,33         | 655       |
| Gensingen                               | 8,72         | 3.924     |
| Grolsheim                               | 3,91         | 1.352     |
| Horrweiler                              | 4,39         | 864       |
| Sankt Johann                            | 5,66         | 880       |
| Sprendlingen                            | 13,03        | 4.313     |
| Welgesheim                              | 2,03         | 588       |
| Wolfsheim                               | 4,99         | 824       |
| Zotzenheim                              | 3,18         | 633       |
| Verbandsgemeinde Sprendlingen-Gensingen | 56,05        | 14.921    |

(Einwohner am 31. Dezember 2023)

## Geschichte
Die Verbandsgemeinde Sprendlingen-Gensingen wurde durch das Dreizehnte Landesgesetz über die Verwaltungsvereinfachung im Lande Rheinland-Pfalz vom 1. März 1972 neu gebildet. Zu diesem Zeitpunkt gehörte Wolfsheim noch zum Landkreis Alzey-Worms, erst am 16. März 1974 wechselte die Gemeinde in den Landkreis Mainz-Bingen.

## Bevölkerungsentwicklung
Die Entwicklung der Einwohnerzahl bezogen auf das Gebiet der heutigen Verbandsgemeinde Sprendlingen-Gensingen; die Werte von 1871 bis 1987 beruhen auf Volkszählungen:
| Jahr | Einwohner |
| 1815 | 4.802     |
| 1835 | 6.442     |
| 1871 | 6.706     |
| 1905 | 7.447     |
| 1939 | 7.714     |
| 1950 | 9.203     |

| Jahr | Einwohner |
| 1961 | 9.003     |
| 1970 | 9.739     |
| 1987 | 10.845    |
| 1997 | 12.276    |
| 2005 | 13.701    |
| 2023 | 14.921    |

## Politik

### Verbandsgemeinderat
Der Verbandsgemeinderat Sprendlingen-Gensingen besteht aus 32 ehrenamtlichen Ratsmitgliedern, die bei der Kommunalwahl am 9. Juni 2024 in einer personalisierten Verhältniswahl gewählt wurden, und dem hauptamtlichen Bürgermeister als Vorsitzendem. Bis zur Wahl 2024 hatte der Verbandsgemeinderat 28 Ratsmitglieder, die Erhöhung auf 32 Sitze wurde nach rheinland-pfälzischem Wahlrecht durch die gestiegene Einwohnerzahl der Verbandsgemeinde ausgelöst.
Die Sitzverteilung im Verbandsgemeinderat:
| Wahl | SPD | CDU | GRÜNE | FDP | FWG a | UB | Gesamt   |
| ---- | --- | --- | ----- | --- | ----- | -- | -------- |
| 2024 | 8   | 12  | 4     | 2   | 6     | –  | 32 Sitze |
| 2019 | 9   | 8   | 5     | 3   | 3     | –  | 28 Sitze |
| 2014 | 10  | 9   | 3     | 2   | 4     | –  | 28 Sitze |
| 2009 | 11  | 9   | –     | 3   | 3     | 2  | 28 Sitze |
| 2004 | 11  | 10  | 2     | 2   | 3     | –  | 28 Sitze |

### Bürgermeister
- Manfred Scherer wurde am 17. Mai 2010 mit 51 % der abgegebenen Stimmen gewählt und am 22. April 2018 mit 79,5 % wiedergewählt.[6]